# Abrucena
Abrucena es una localidad y municipio español de la provincia de Almería, en la comunidad autónoma de Andalucía. Está situada en la falda norte de Sierra Nevada, en la comarca de Los Filabres-Tabernas y a 67 km de la capital provincial, Almería. En el año 2017 contaba con 1170 habitantes. Su extensión superficial es de 83,68 km² y tiene una densidad de 13,98 hab./km².

## Toponimia
Se desconoce con exactitud el origen del nombre de Abrucena, aunque algunos historiadores han concluido que su origen es latino. En lo que hoy es el pueblo se asentó un campamento militar romano de nombre Apricius o Lauricius. Durante la dominación nazarí aparece con el nombre de Laurisana. Ya en el siglo XVI está documentada como Lauricena, Laurcicena y Uricena, y como Laurucena en documentos sobre litigios entre Abla y Abrucena. A partir del siglo XVII aparece en todos los documentos como Labrucena, voz que todavía hoy en día es posible oírla junto con la de Abrucena. De todo lo anterior se deduce que el origen del nombre del pueblo se remonta al campamento romano de Lauricius.

## Geografía física

### Ubicación
| Noroeste: Fiñana            | Norte: Abla y Fiñana | Nordeste: Abla  |
| Oeste: Fiñana               |                      | Este: Abla      |
| Suroeste: Laujar de Andarax | Sur: Beires y Fondón | Sureste: Ohanes |

| Relación de núcleos y distancia en kilómetros a la cabeza del municipio |                                                 |           |           |
| Núcleo                                                                  | Coordenadas                                     | Población | Distancia |
| Abrucena                                                                | 37°07′56″N 2°47′51″O / 37.13218285, -2.7974669  | 1051      | 0         |
| El Camino Real                                                          | 37°09′20″N 2°47′30″O / 37.15555539, -2.79161558 | 73        | 4,4       |
| Los Monjos                                                              | 37°06′55″N 2°48′33″O / 37.11521076, -2.80921866 | 2         | 4,9       |
| Escuchagranos                                                           | 37°09′15″N 2°48′21″O / 37.15402917, -2.80575333 | 38        | 3,2       |
| Abrucena                                                                |                                                 | 1.183     |           |
| Fuente: INE, 2020                                                       |                                                 |           |           |

### Riesgos naturales
El municipio de Abrucena todavía no cuenta con un PTEL que cumpla con la Ley 5/2010 sobre autonomía local.

## Naturaleza

### Zonas protegidas
Ubicado en la ladera norte de Sierra Nevada, el término municipal de Abrucena cubre parte tanto del parque natural de Sierra Nevada; como del parque nacional de Sierra Nevada, ocupando este último un 27,3% del total municipal.

### Refugios de montaña
En el municipio se encuentra el refugidio de montaña de Piedra Negra, situado a 1890 m sobre el nivel del mar y con una capacidad para 12 literas.

## Historia

### Prehistoria
En prospecciones realizadas en el año 1982 en el “Castillejo” fueron hallados restos de cerámica Neolítica, por lo que es de suponer la existencia de un asentamiento estable entre el 7000 a. C. y el 700 a. C.
El término municipal de Abrucena se localiza en la antigua región Bastetana, que comprendió las actuales provincias de Almería, Granada, Murcia y parte de las de Jaén y Albacete, por lo que se cree que existieron poblaciones herederas de las neolíticas en la zona en ese periodo.

### Imperio romano
El nombre de Lauricius o Apricius corresponde al de un puesto militar romano localizado en la actual Abrucena. En el “Castillejo”, junto a las cerámicas neolíticas se encontraron vidrios romanos, que junto al aljibe también romano, prueban la existencia de un asentamiento estable. Además, la vía de acceso al mismo se enmarca dentro de la categoría “Viae militaris” definida por Siculus Flaccus en su obra “De conditinibus Agrorum”.
La cercanía de Abula (Abla) es fundamental para estudiar la romanización de la zona puesto que se trata de una importante población del Itinerario Antonino, una vía que unía Castulone y Malaca (Málaga) a través de Acci (Guadix) y Abula.

### Cristianización
La religión cristiana llegó a la zona probablemente en el siglo I de la mano de los Siete Varones Apostólicos que fueron consagrados en Roma por San Pedro y San Pablo para llevar el cristianismo a Hispania. Los Santos Varones se establecieron en diversas ciudades de la Bética: San Torcuato en Acci (Guadix), San Tesifonte en Bergi (Berja), San Hecisio en Carcesa (Cazorla), San Indalecio en Urci (Pechina), San Eufrasio en Eliturgi (Andújar), San Cecilio en Eliberri (Granada) y San Segundo en Abula (Abla). Por lo tanto, y aunque no existan documentos que lo atestigüen, es lógico pensar, por la cercanía de Abula, que fue San Segundo el introductor del Cristianismo en la villa en el siglo I.

### Periodo de dominio musulmán

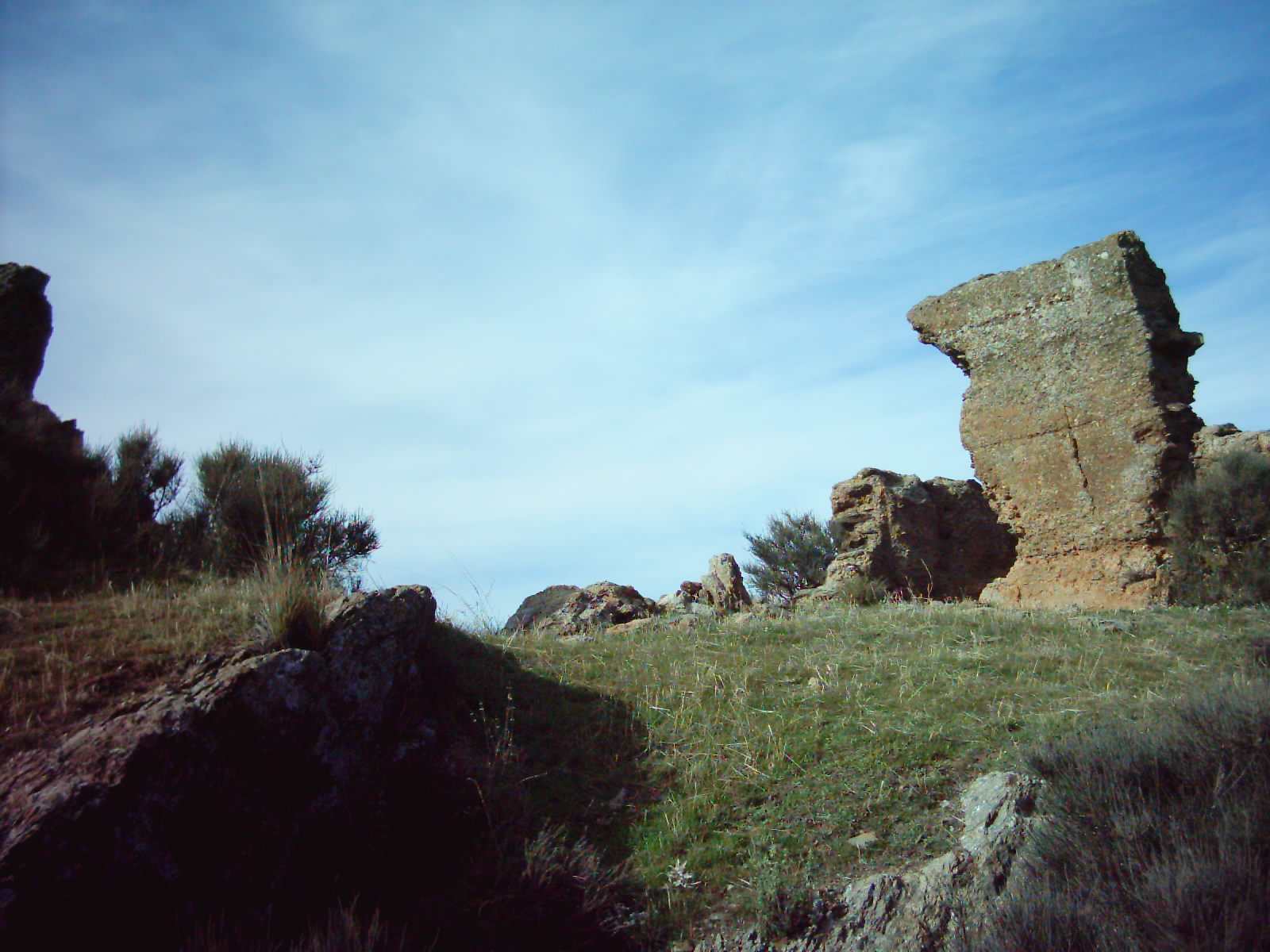
Ruinas de la antigua fortaleza musulmana de El Castillejo

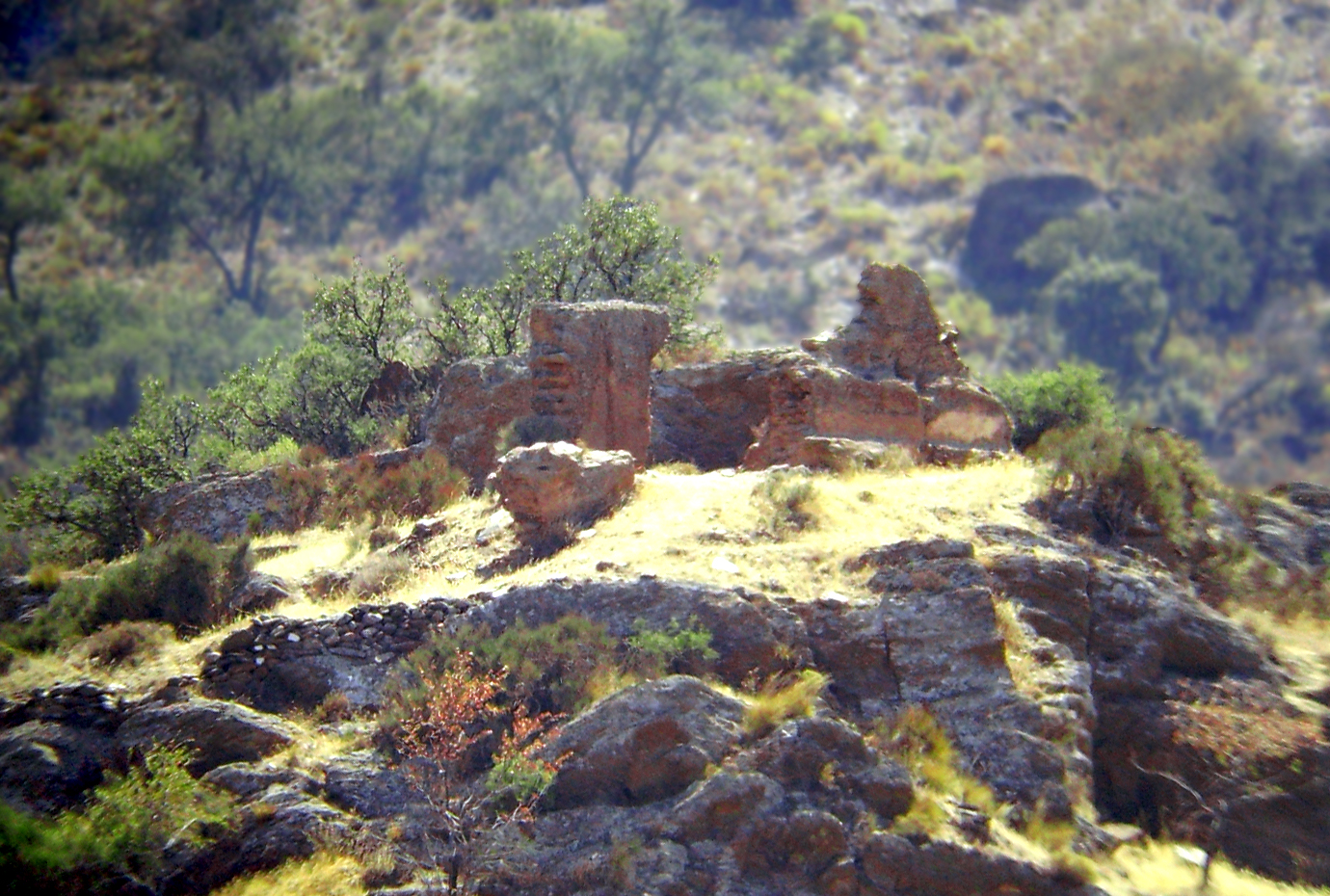
Vista de El Castillejo tomada desde Abrucena con teleobjetivo

Desde el primer momento de la invasión musulmana en el año 711 se establecieron en la zona muchos árabes, tanto beledíes como sirios, permaneciendo muchos cristianos fieles a su religión.
Pocos años después el emir Abuljatar se estableció con sus tropas en la comarca, obligando a los cristianos a que les dieran la tercera parte de los productos de la tierra. Esta época es conocida como el Walatio, un periodo de moderada tolerancia religiosa.
Con la llegada de los omeyas, con Abd al-Rahman II, se inicia un tiempo de intolerancia y sublevaciones entre las distintas tribus musulmanas motivadas por intereses económicos y políticos.
Sobre el año 900 se producen insurrecciones en toda la zona, desde Guadix hasta Alhama, acaudilladas por Omar ibn Hafsún. Estas rebeliones son violentamente aplacadas por las tropas califales de Abd al-Rahman. El 4 de shwal (14 de mayo de 913) el ejército del califa entra en localidad vecina de Fiñana eliminando cualquier atisbo de insurrección.
Durante los reinos de Taifas y Nazarí los conflictos en la zona perduraron pero esta vez por razones distintas. Abla, Abrucena y Fiñana se encuentran en la frontera entre las coras de Peyyna y Elvira. Además, la vía que comunicaba Almería y Granada pasaba por la zona (al igual que hoy en día), por lo que la comarca se convirtió en un territorio conflictivo.

### Reconquista
Pedro Mártir de Anglería, cronista de los Reyes Católicos, en su carta al cardenal Arembolo de Milán relata cómo, en su viaje con los reyes hacia Almería, reciben la noticia de que Abrucena y otros pueblos de la zona se han entregado a los reyes cristianos:

Arregladas las cosas de Baza el 7 de diciembre [...] se nos anunció que las poblaciones de Abla, Calahorra, Fiñana, Gergal y Laurucena, cada una con sus pueblecitos vecinos, situados en los límites del campo de Guadix, por persuasión del Virrey, a quien todo aquella región admirablemente obedecía, por medio del Conde de la Tendillas se había entregado al Rey; en la misma hora, desde Guadix, envía el Zagal al Rey un egregio caballero que le anuncia que el Rey vencido entrega al Rey vencedor

## Geografía Humana

### Organización territorial
Además de la cabecera municipal, Abrucena cuenta con varias entidades de población según el nomenclátor publicado por el Instituto Nacional de Estadística: Camino Real, Escuchagranos, Los Monjos y Pago de Escuchagranos, aunque en revisiones anteriores también se destacan los despoblados de Los Canos y Las Olivillas.

### Demografía
Cuenta con una población de 1235 habitantes (INE 2024).
| Gráfica de evolución demográfica de Abrucena entre 1842 y 2021                                                        |
| |
| Población de derecho según los censos de población del INE. Población de hecho según los censos de población del INE. |

### Comunicaciones

#### Carretera
El municipio que cuenta con las siguientes conexiones por carretera:
- Salida n.º 336 Autovía A-92: Sevilla - Antequera - Granada - Guadix - Almería
- N-324 Carretera N-324: Córdoba - Jaén - Guadix - Almería
- AL-5403

#### Autobús interurbano
El municipio cuenta con una parada de autobús con conexiones a Almería, con una media de entre 5 y 6 autobuses diarios.

#### Ferrocarril

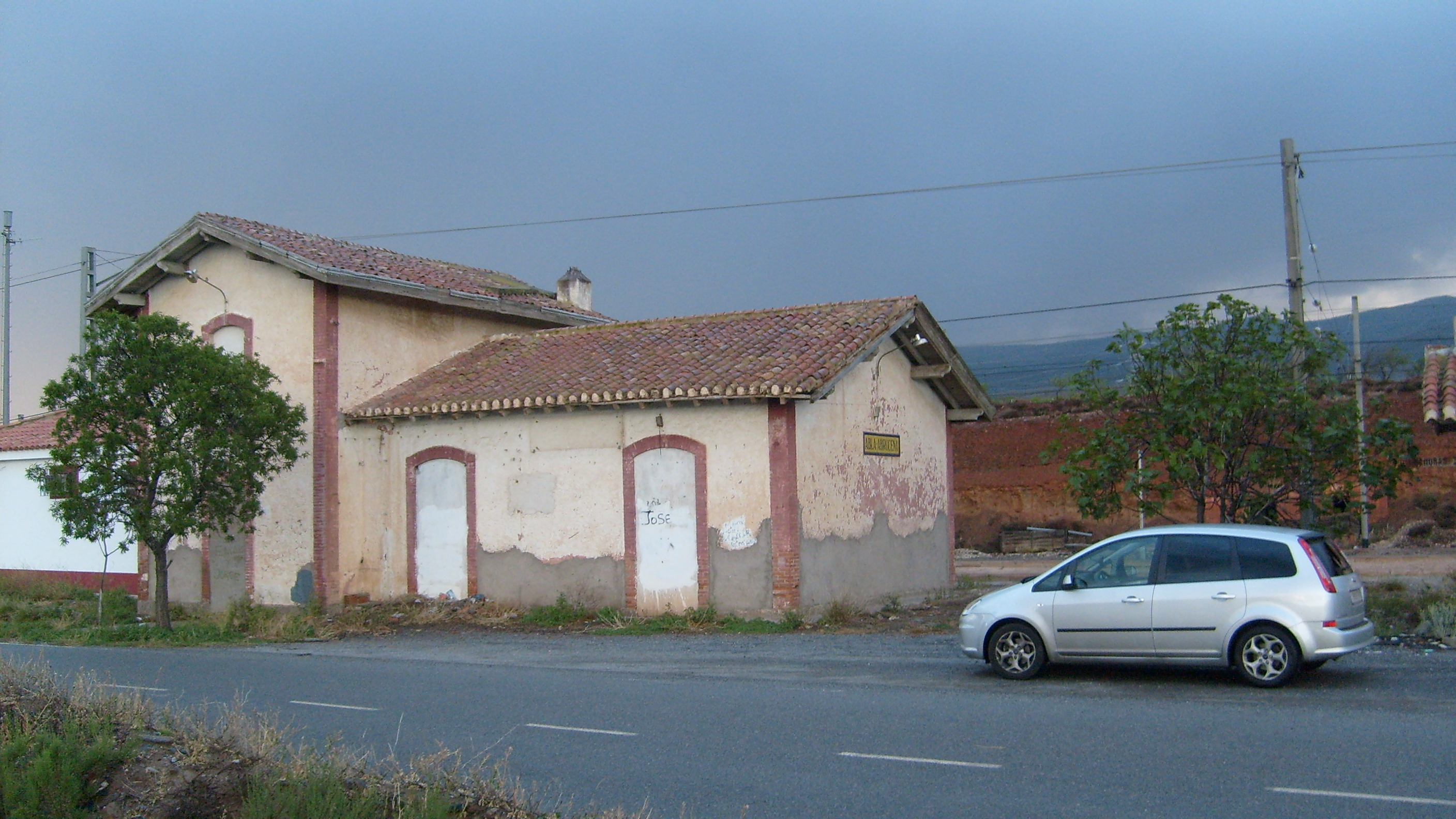
Estación de Abla-Abrucena

El municipio tenía acceso por ferrocarril a través de la estación de Abla y Abrucena que dejó de prestar servicios en la década de 1990. Actualmente la estación de Fiñana situada a 9 km es el acceso más cercano. 

### Economía
Evolución de la deuda viva municipal
| Gráfica de evolución de Deuda viva del Ayuntamiento de Abrucena entre 2008 y 2019                                |
| |
| Deuda viva del Ayuntamiento de Abrucena en miles de Euros según datos del Ministerio de Hacienda y Ad. Públicas. |

## Símbolos
Abrucena consiguió una autorización por parte de la Junta de Andalucía para adoptar sus símbolos en julio de 2002, pero no ejerció ese derecho hasta marzo de 2007. El municipio cuenta con un escudo y bandera adoptados de manera oficial.

### Escudo
Su descripción heráldica es la siguiente:

De un solo cuartel. De sinople, un torreón semiderruido de oro, mazonado de sable y aclarado de azur, terrazado de oro acompañado, en la diestra de un olivo de plata y en la siniestra, una encina del mismo metal y más al inferior a la diestra y
la siniestra unas ondas de plata y azur. Timbrado de la corona real cerrada. 

### Bandera
La enseña del municipio tiene la siguiente descripción:

Paño rectangular de proporciones 1:1,5 de color verde, bandera fileteada por un filete de un sexto de la anchura del paño, de color amarillo claro. En el centro del vexilo y con proporciones adecuadas, el escudo municipal. 

## Política

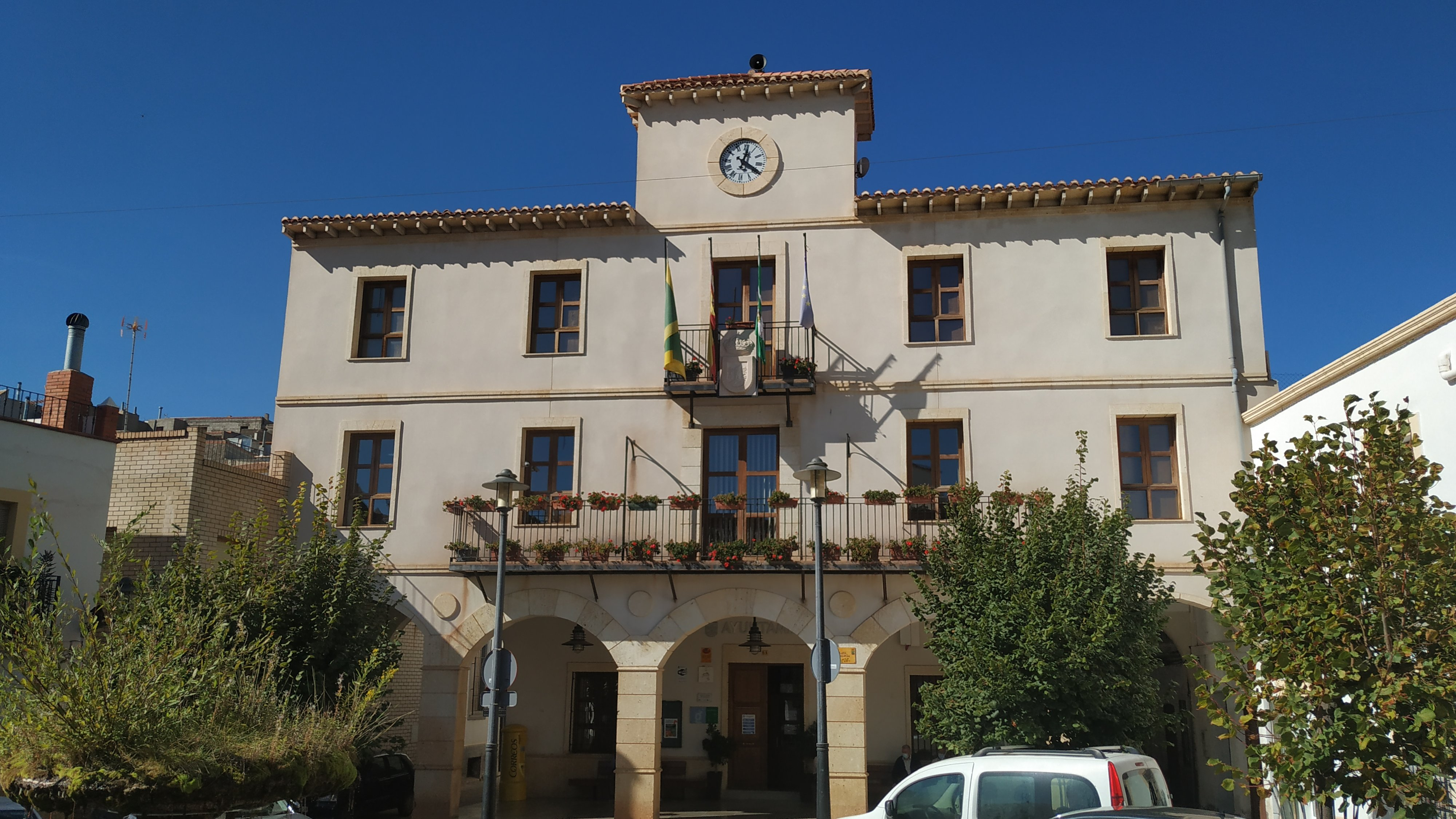
Casa consistorial

| Fecha | Alcalde                      | Partido | Coalición          | Partido (Conc) | Partido (Conc) | Partido (Conc) |
| ----- | ---------------------------- | ------- | ------------------ | -------------- | -------------- | -------------- |
| 1979  | Juan Martínez La]            | PSOE    | mayoría absoluta   | PSOE (6)       | UCD (3)        |                |
| 1983  | Antonio Hernández Castillo   | AP      | AP, PSOE (1) y PCE | PSOE (4)       | AP (4)         | PCE (1)        |
| 1987  | Lucas Torres Ruiz            | PSOE    | mayoría absoluta   | PSOE (6)       | AP (2)         | AIDA (1)       |
| 1991  | Lucas Torres Ruiz            | PSOE    | mayoría absoluta   | PSOE (6)       | PP (2)         | IULV-CA (1)    |
| 1995  | Lucas Torres Ruiz            | PSOE    | mayoría absoluta   | PSOE (5)       | PP (4)         |                |
| 1999  | Juan Manuel Salmerón Escámez | PP      | mayoría absoluta   | PP (5)         | PSOE (4)       |                |
| 2003  | Juan Manuel Salmerón Escámez | PP      | mayoría absoluta   | PP (5)         | PSOE (4)       |                |
| 2007  | Juan Manuel Salmerón Escámez | PP      | mayoría absoluta   | PP (5)         | PSOE (4)       |                |
| 2011  | Juan Manuel Salmerón Escámez | PP      | mayoría absoluta   | PP (5)         | PSOE (4)       |                |
| 2015  | Antonio Torres Ruiz          | PP      | mayoría absoluta   | PP (5)         | PSOE (4)       |                |
| 2019  | Ismael Gil Salmerón          | PSOE    | mayoría absoluta   | PSOE (5)       | PP (4)         |                |

## Servicios públicos

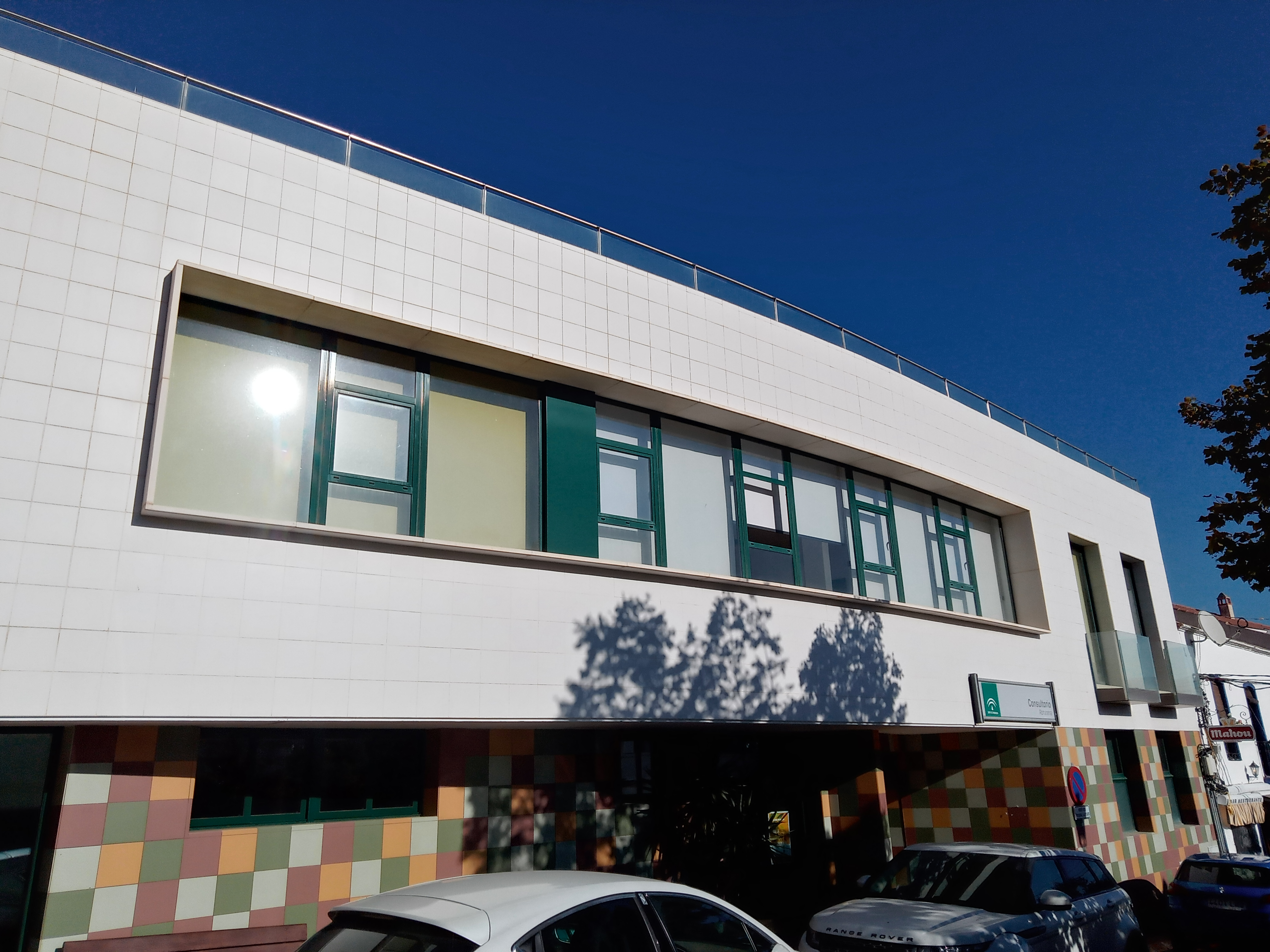
Consultorio

### Educación
El municipio cuenta con un colegio, el CEIP Antonio Relaño, que ofrece clases desde los 4 hasta los 14 años, debiendo los alumnos continuar su enseñanza obligatoria en el instituto de Fiñana.

### Sanidad
El municipio dispone de un consultorio que presta servicio de lunes a viernes.

## Cultura

### Patrimonio

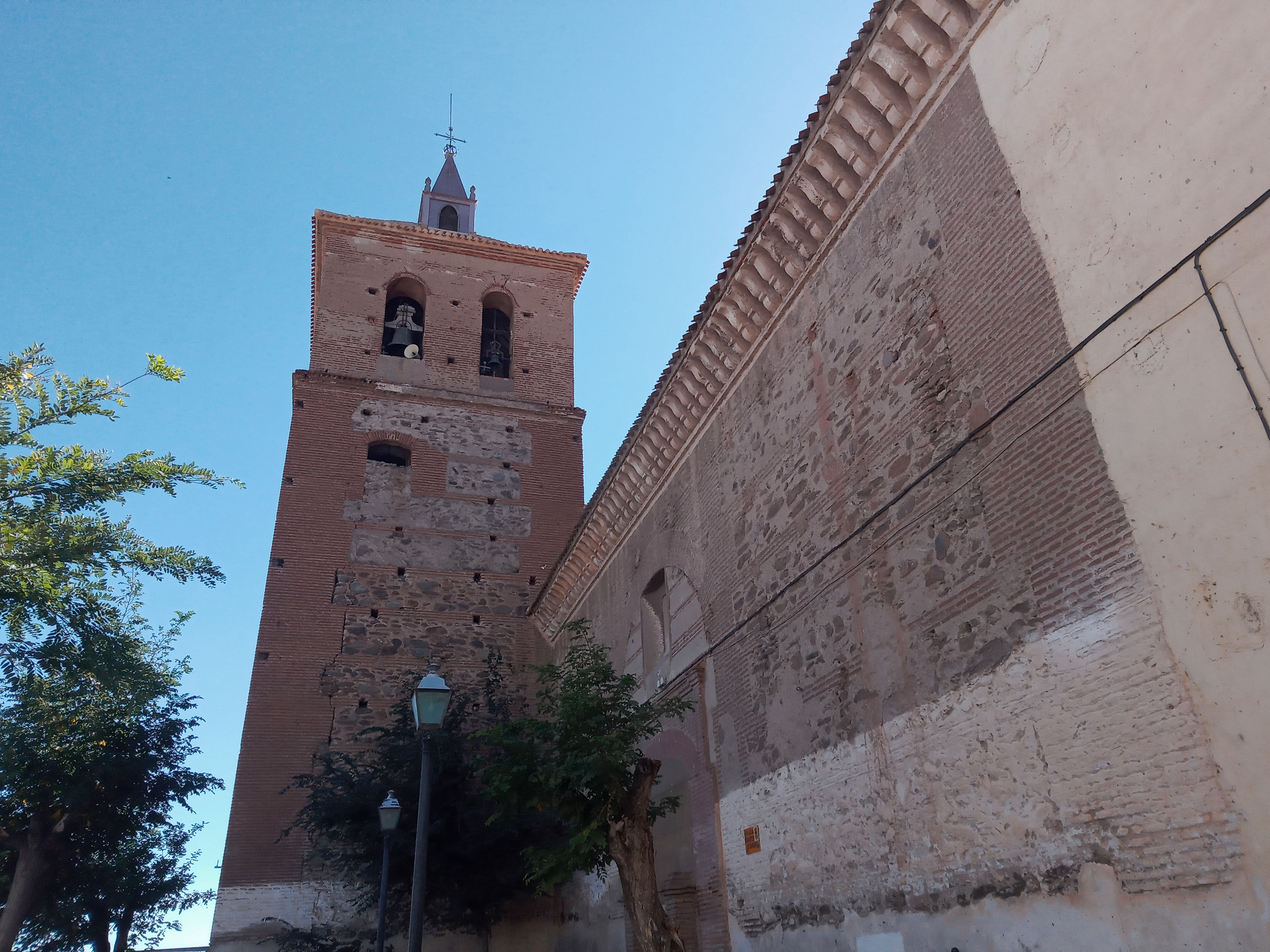
Iglesia de Abrucena

#### Iglesia de la Anunciación
Construida entre los siglos XVI y XVII, es de planta cuadrada y de una sola nave. En el lado derecho presneta arcos de medio punto que dan paso a capillas. La capilla mayor es de planta cuadrada y presenta bóveda de media naranja apeada sobre arcos ciegos. Fuera presenta rafas de ladrillo y cajones de mampostería. Está rematada por cornisa y presenta un tejado a dos aguas.

#### Vista Alegre
Es una villa señorial correspondiente a los finales del siglo XIX y principios del XX. Está asentada sobre terrazas y se accede por una escalinata empedrada en zig zag. La fachada presenta un pórtico elevado con pilares situado entre dos alas, dando al edificio una forma de U. Los vanos se suceden de manera simultánea entre ventanas y balcones adintelados.

#### Ermitas

##### Ermita de ánimas

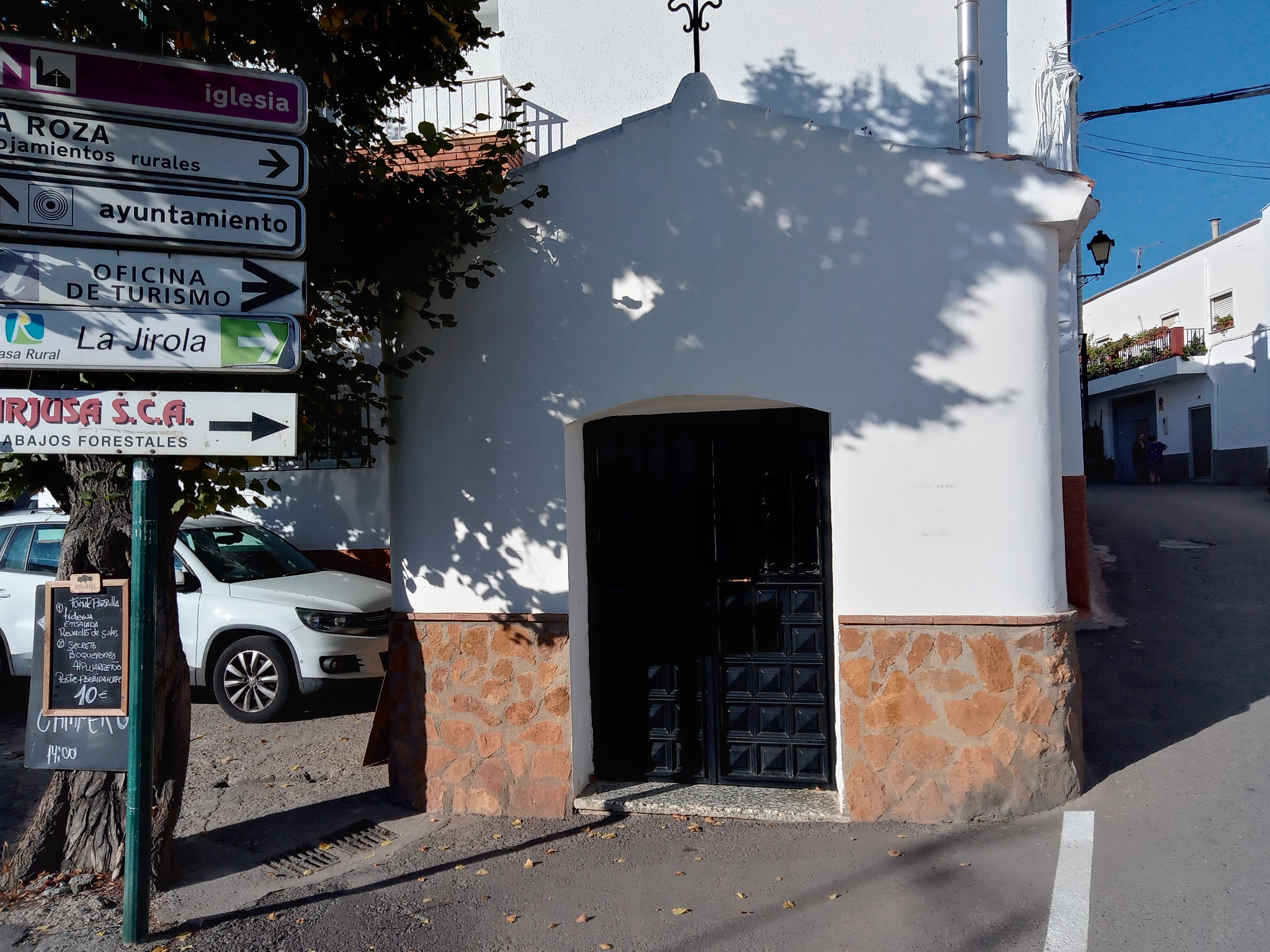
Ermita de ánimas

La ermita de ánimas de Abrucena está datada en 1939, justo tras el fin de la guerra civil española. Presenta un tejado a dos aguas a semejanza de otras ubicadas en la ladera norte de Sierra Nevada. Se trata de una pequeña construcción con planta de cajón y realizada en mampostería con una cruz en el punto más alto, adosada a un edificio residencial. Su interior cuenta con un lienzo con la imagen de las Ánimas Benditas siendo rescatadas del Purgatorio, que los devotos locales tradicionalmente mantienen iluminado mediante velas.
- Ermita de San José[17]
- Ermita de la Vega

#### Yacimientos arqueológicos
- Cueva de Abrucena[18]
- El Molino[19]
- Carroquero I[20]
- Pago de Escuchagranos III[21]

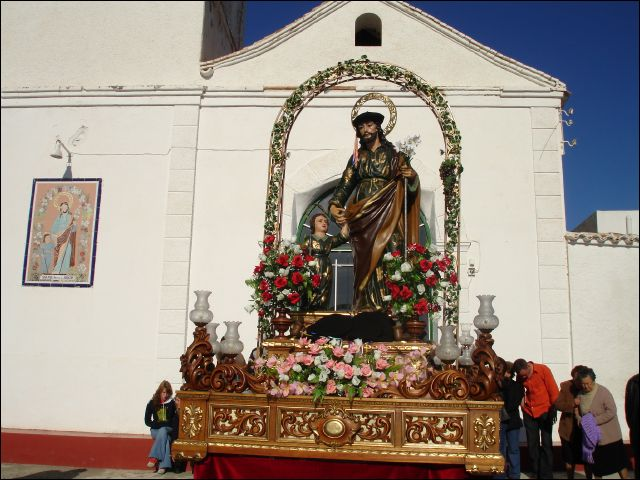
Ermita de San José
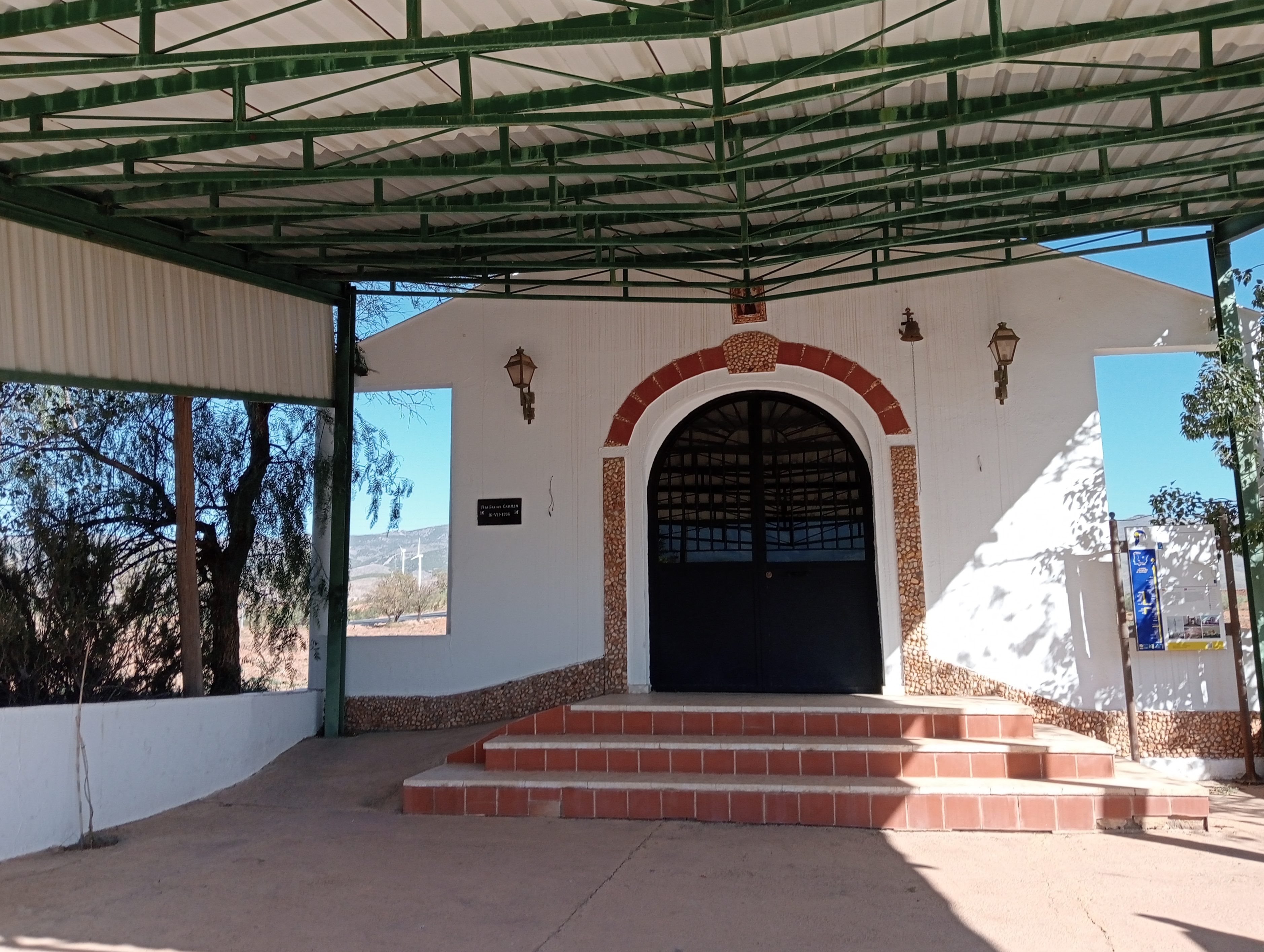
Ermita de la Vega

### Patrimonio cultural inmaterial

#### Cabalgata deReyes Magos

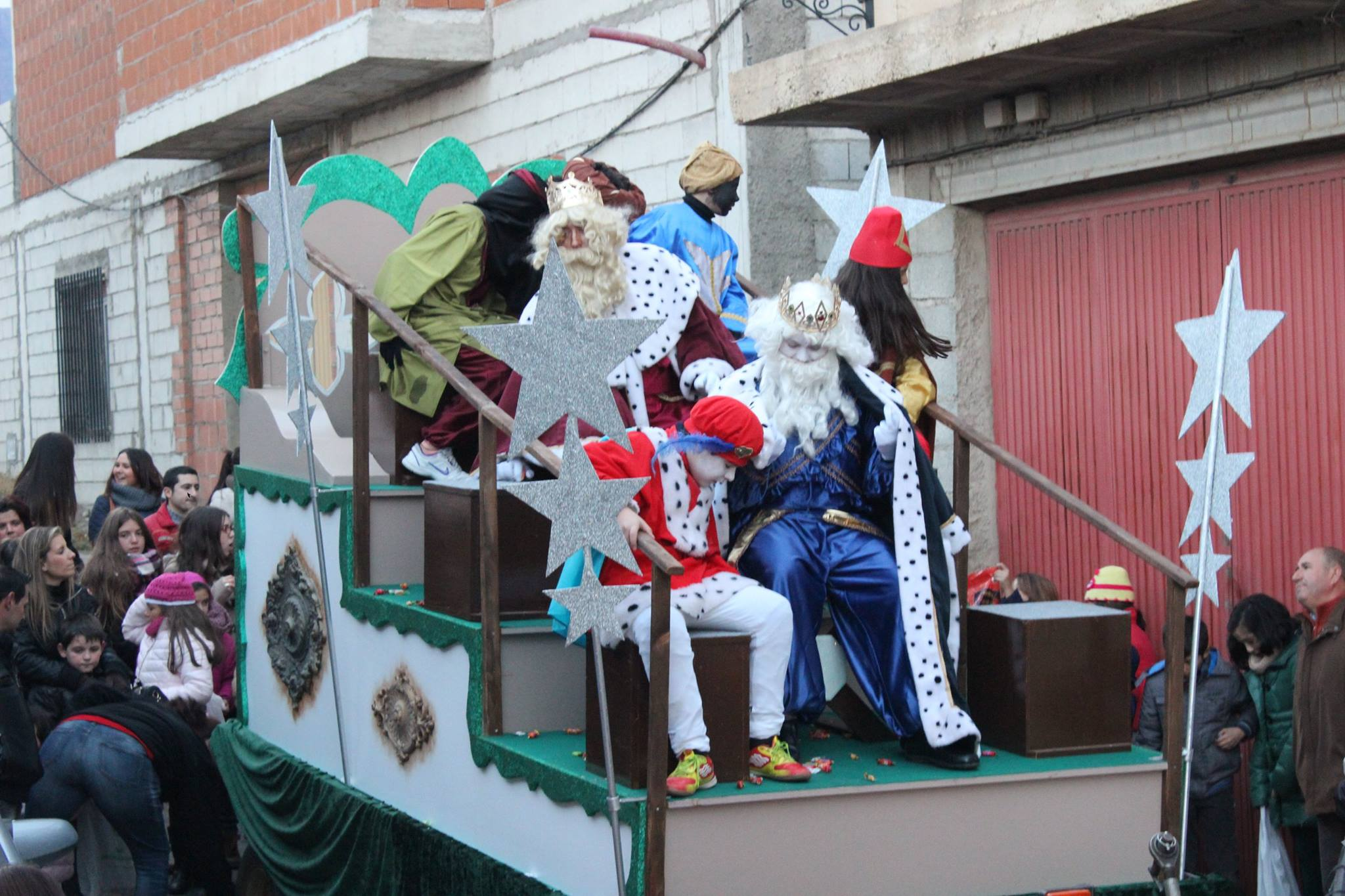

Tiene lugar la tarde del 5 de enero de cada año. Seis personas son escogidas por la comisión de festejos, a tres se les atribuirá el papel de Rey Mago y al resto de pajes. Se empieza con una misa, seguida del recorrido habitual por las calles del pueblo y finaliza con la entrega de regalos a los niños en el salón social del barrio de Las Chinas. Hasta hace unos años realizaban el recorrido en burro, animal muy típico de este municipio por su implicación directa en el desarrollo de la agricultura local. Hoy en día, se ha cambiado esta tendencia y se ha sustituido al animal por un tractor con un remolque que hace las veces de carroza.

#### Hogueras deSan Antón

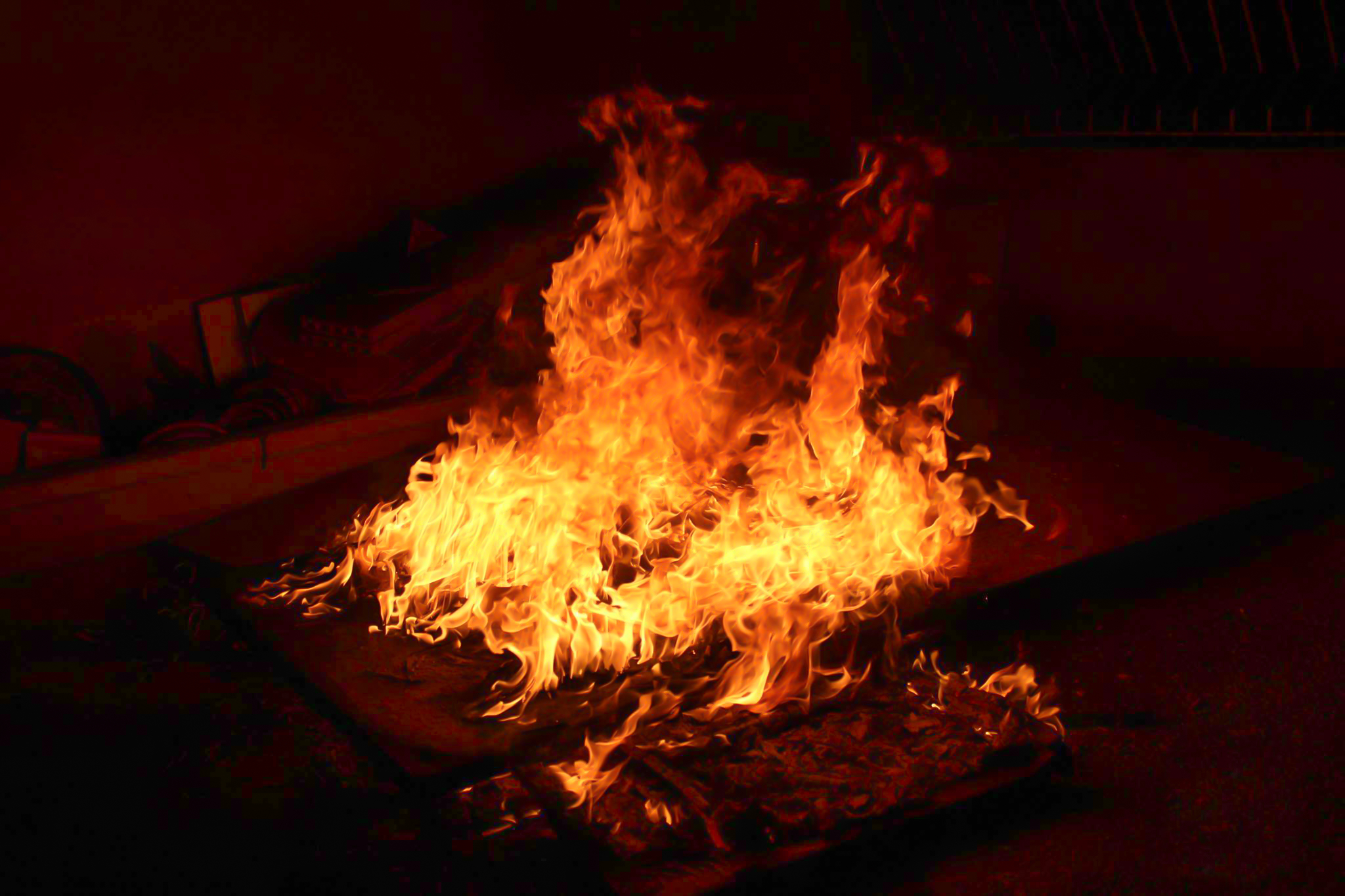

Los vecinos de Abrucena, junto con la mitad de los vecinos del pueblo limítrofe, Abla tienen por costumbre hacer hogueras en mitad de las calles del municipio. Tienen lugar la noche del 16 de enero. En dichas hogueras se queman zarzas y muebles antiguos. Los jóvenes también tienen la costumbre de saltar por encima de las mismas. En dichas hogueras se suelen reunir las familias y amigos del mismo barrio a comer los típicos buñuelos con chocolate elaborado por las mujeres más ancianas del grupo.

#### Fiesta de la Candelaria
La Hermandad del Niño se reúne el día 2 de febrero y realiza una fiesta en la que se llevan unos bizcochos típicos bañados con azúcar glas. A dicho evento acude todo aquel que desee, pero en especial van aquellas madres que han dado a luz en el último año.

#### Jueves Lardero
Celebrado el jueves anterior al Miércoles de Ceniza, los jóvenes del municipio se reúnen en grupos y van a pie hasta el merendero La Roza. Una vez allí hacen barbacoas y beben ponche hasta la tarde. Una vez acaban con la fiesta y antes de que anochezca, bajan de nuevo al pueblo.

#### Romería de San Marcos
A finales de abril se celebra el día de San Marcos, donde los vecinos llevan sus animales, domésticos y de tiro o trabajo, a bendecir por el párroco en agradecimiento a la ayuda que prestan. Acto seguido se realiza una romería con la imagen de San Marcos hasta el área recreativa "La Roza", donde se celebra una misa y tiene lugar un festejo con comida y bebida durante todo el día.
 

Debido al mal estado de la imagen, que impedía llevarla en procesión y ante la imposibilidad de restaurarla debido a su mal estado, en 2016 el escultor Enrique Salvo Rabasco talló una nueva imagen.

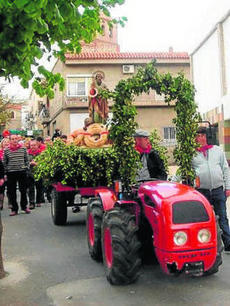
San Marcos (2016) Escultura creada y reformada por Aetos Restaura.

#### Celebración de Los Quintos
Hasta la entrada en vigor de la ley que dejaba exento a los jóvenes de realizar el servicio militar obligatorio, los jóvenes que eran llamados a filas, antes de irse a hacer el servicio militar, celebraban una pequeña fiesta en la que mataban un carnero. Esta festividad suele tener lugar la semana anterior al día de San José. Con la nueva ley en vigor, esta festividad ha evolucionado pasando de un día a una semana. Actualmente los jóvenes que cumplen la mayoría de edad en el año, se reúnen, hacen trastadas, y sacan una pequeña vaca por las calles del pueblo, a la cual matarán en la tarde del sábado. Seguidamente celebran una fiesta con orquesta en el salón social en la que recaudan el dinero que han invertido en la vaca, los cohetes y los trajes. La vestimenta de los llamados quintos consta de un chaleco negro sobre una camisa blanca, una boina con lazos de colores, pantalón negro y una bota de vino. También las jóvenes participan en el evento, pero su papel queda en un segundo plano. Normalmente se dedican a la organización de los eventos. Es costumbre que los quintos hagan una procesión con el patrón San José desde su ermita hasta la iglesia, con el objetivo dejar el santo custodiado en la iglesia para su posterior procesión que tiene lugar el 19 de marzo.

#### Festividad deSan José

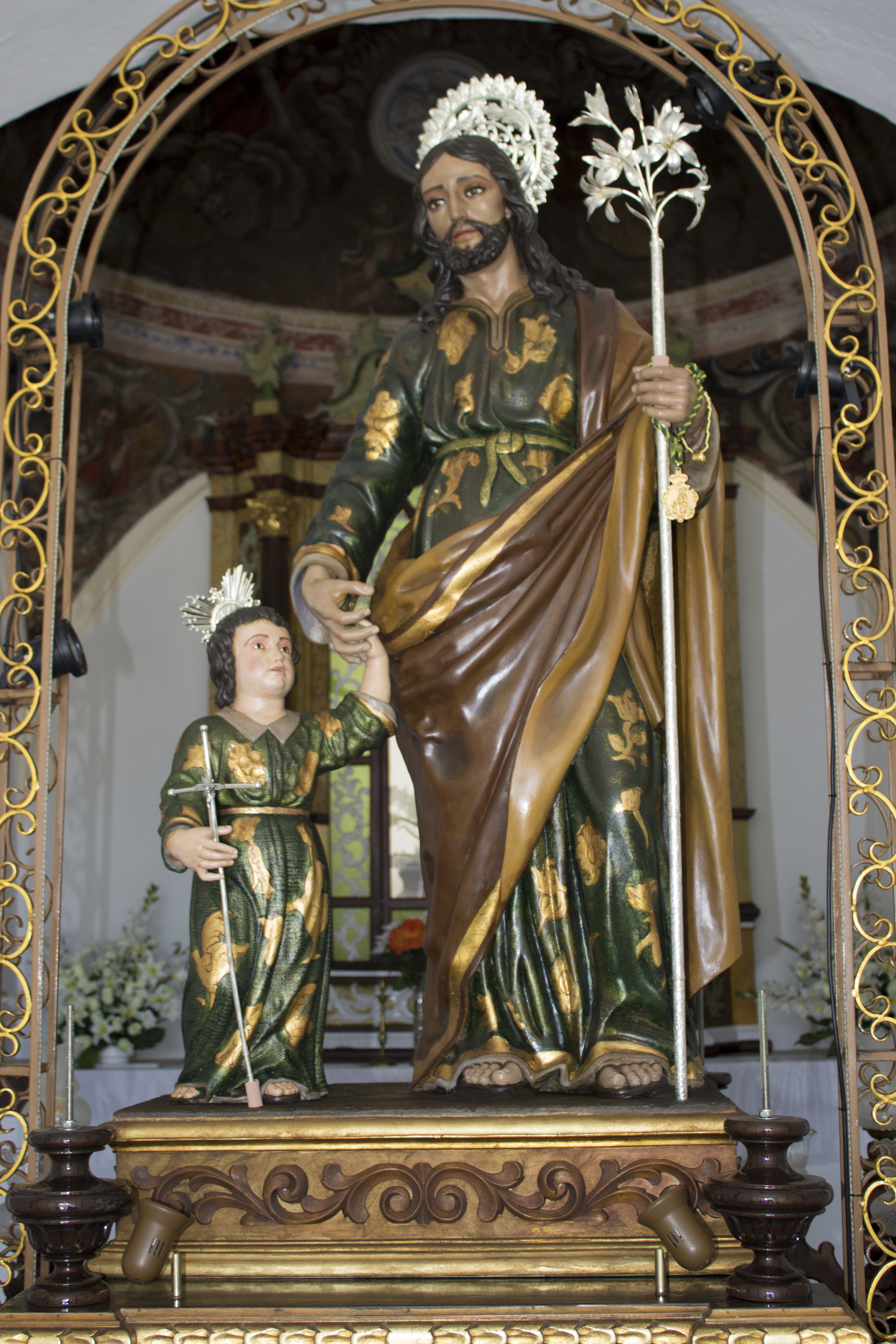
San José 2016 patrón de Abrucena (imagen de Descubre Abrucena.

Tiene lugar el 19 de marzo de cada año. Este día junto con el "Lunes de Resaca" (lunes de la semana de las fiestas de mayo) constituyen los dos días de fiesta local que le corresponde a este municipio. Se celebra una santa misa seguida de una procesión del santo que va desde la iglesia pasando por la calle Santo Cristo. A continuación se va al barrio de las chinas bajando por la calle del agua. La procesión finaliza cuando se vuelve a meter el santo en la iglesia pasando por la calle Real.

#### Feria y fiestas en honor aSan José
Los eventos más grandes de la población son, sin duda, sus fiestas patronales, que tiene lugar del segundo sábado de mayo hasta el domingo de la semana siguiente. En total son nueve días de fiestas, en los que se llevan a cabo diversos eventos culturales entre los que destacan sus tres corridas de toros y la traída del santo desde su ermita hasta la iglesia parroquial «Nuestra Señora de la Anunciación». Aunque el día del patrón es el 19 de marzo, las fiestas se celebran en mayo por ser este un mes que goza de mejor tiempo que marzo. En estas fiestas se eligen la Reina y Damas, las reina y damas infantiles, el rey y místeres infantiles y la miss turismo.
La Imagen de San José ha sido recientemente restaurada por Enrique Salvo Rabasco, que ha devuelto la apariencia original del Santo.

#### Festividad delCorpus
Coincidiendo con la festividad del Corpus Christi se celebra una procesión en la que los niños que han hecho la primera comunión ese año, vestidos con sus trajes, visitan los distintos altares ubicados en diferentes puntos del pueblo. La procesión finaliza en la plaza del pueblo en donde es típico que los comulgantes posen para echarse fotos con sus compañeros y familiares.

#### Verbena de San Juan
Al ser Abrucena un pueblo de montaña, la noche del 23 de junio se lleva a cabo una fiesta basada en arrojar agua a los vecinos, bien mediante pistolas o globos de agua, o bien desde los balcones arrojando cubetas de agua a los transeúntes. Esta fiesta es típica no sólo de este municipio sino también de casi todos los pueblos de Sierra Nevada.

#### Fiestas de La Vega y El Camino Real-Romería de la Virgen del Carmen

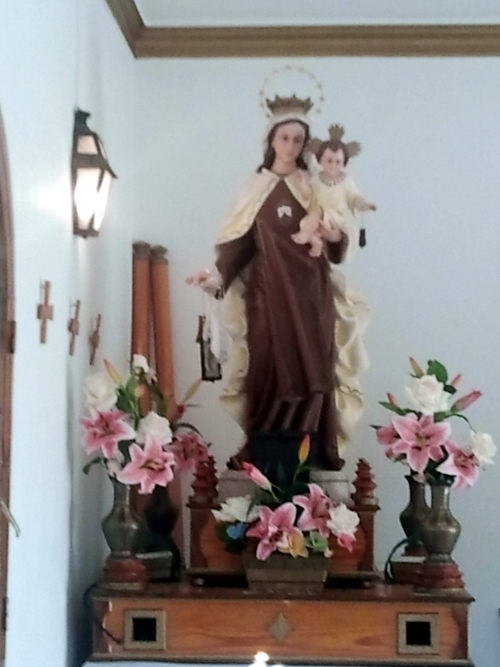
Vigen del Carmen patrona de La Vega y el Camino Real.

El fin de semana más próximo al 16 de julio, día de la Virgen del Carmen, se celebra en la barriada de Escuchagranos y el Camino Real unas fiestas en honor a su patrona. Es típico en esta festividad la degustación de diferentes platos elaborados por los vecinos de estos dos barrios así como las diferentes verbenas amenizadas por orquestas en el barrio de Escuchagranos. También se lleva a cabo una breve romería que comienza por la salida de la Virgen de su ermita situada en la barriada del Camino Real. Esta festividad suele durar tres días caídos en fin de semana.

#### Día de laAsunción
Conocido también como el "Día de la Virgen", al igual que en la festividad del Jueves Lardero, los abrucenenses se reúnen para comer y beber en el merendero de La Roza.

#### Fiestas de Verano
Coincidiendo con el primer fin de semana de la Feria de Almería, se celebra durante tres días una verbena con orquesta. Durante estos tres días, la verbena cambia de lugar celebrándose el primer día en el barrio de Las Chinas, el segundo en la plaza de Andalucía y el último en el barrio de Las Balsillas. Al igual que con las fiestas mayo, se hace una procesión del santo por las calles del pueblo haciendo el recorrido inverso, es decir, desde la iglesia hasta la ermita.

### Gastronomía

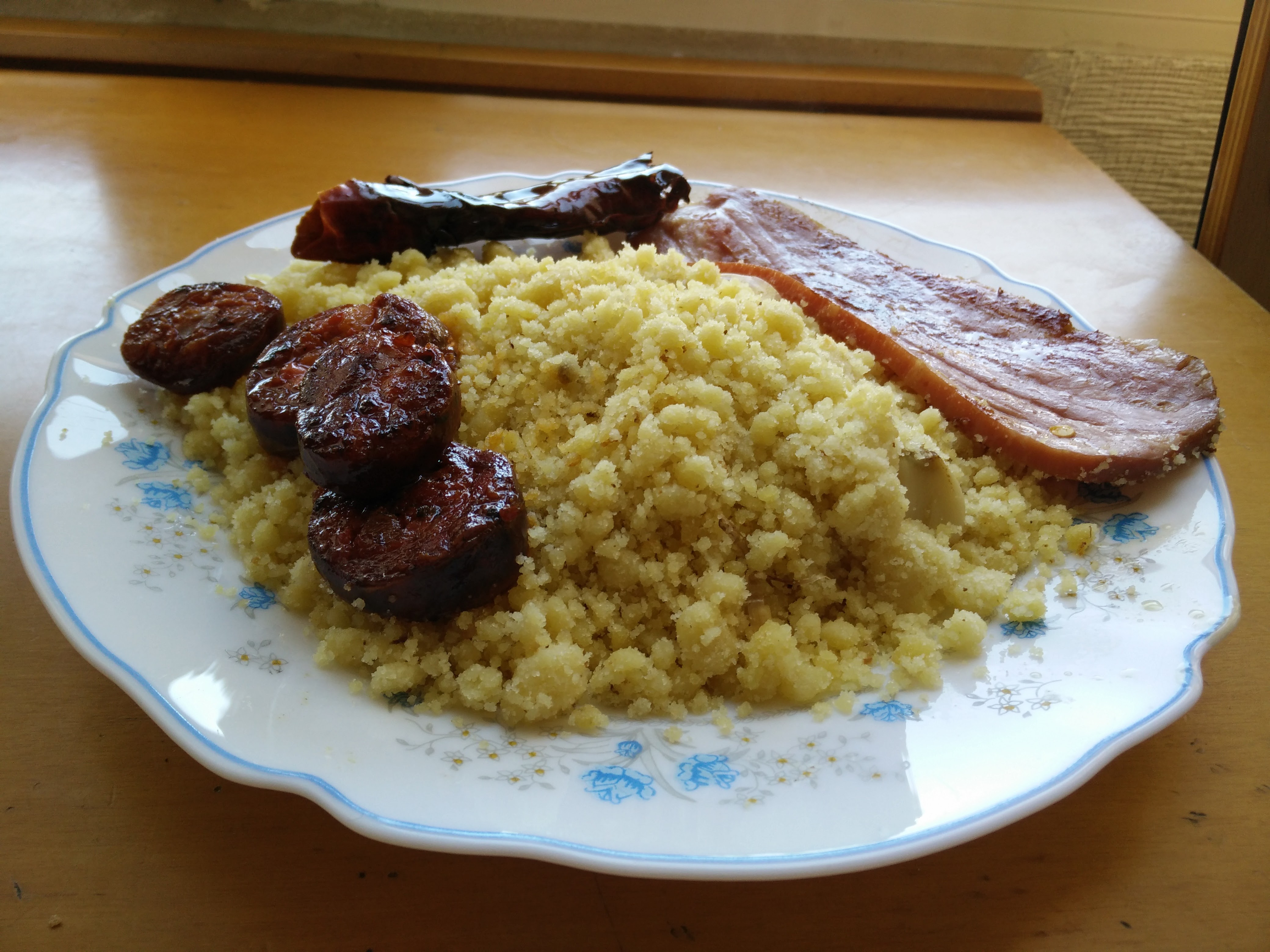
Migas

La gastronomía de Abrucena se basa en una amplia variedad de productos locales como el tomate, el pimiento, el aceite de oliva, la almendra, el pepino o la calabaza. Entre los platos más tradicionales se destacan las migas (de sémola de trigo duro, pero también con harina de trigo y maíz), la “fritá” de conejo, los gurullos, los roscos fritos, los roscos de vino y aguardiente, además de conservas que se utilizan en ensaladas o en frituras. El crítico gastronómico Antonio Zapata ubica el municipio en la comarca gastronómica del Valle del Río Nacimiento, entre la Sierra Nevada y la sierra de los Filabres, cocina en la que se distinguen platos como gachas-tortas, acelgas esparragás, potaje de habas secas y calabaza, gazpacho de pepinos, membrillo o turrón de almendras con miel. La ganadería caprina del municipio produce quesos frescos premiados de alta calidad que suelen degustarse con aceite de oliva, sal y pimienta o con miel y frutos secos.  

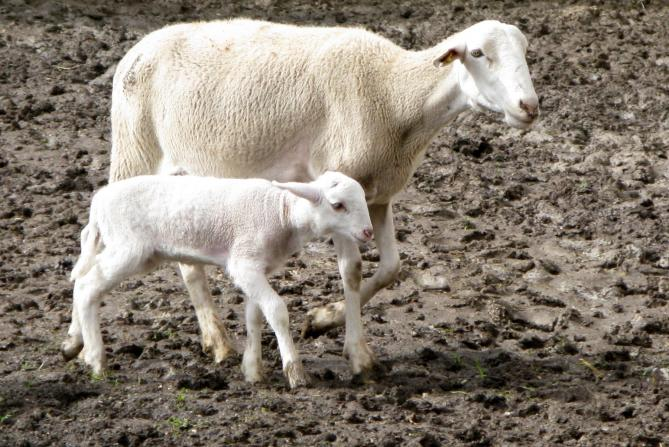
Oveja y cordero de la raza segureña.

Entre las preparaciones con carne se destaca la costilla con setas, un plato a base de costilla de cerdo, setas (como pueden ser los níscalos de la zona o las setas de cardo), cebolla, calabaza, vino blanco y especias. Abrucena también se encuentra entre los 144 municipios de la Indicación Geográfica Protegida del 'Cordero de las Sierras de Segura y la Sagra', por su producción del cordero segureño, raza conocida por su carne de color rosáceo con un excelente nivel de engrasamiento y textura tierna y jugosa. Sus propiedades, provenientes de un animal adaptado a la vegetación intermitente de la zona, rica en hierbas aromáticas, la hace apta para su preparado al horno, en salsa o a la brasa.

La producción de vinos, en la vega de Abrucena, está reconocida nacionalmente y consiste en variedades de uva tempranillo, syrah y cabernet sauvignon. El vino del país es un blanco cosechero de unos doce grados elaborado con procedimientos tradicionales.

## Deporte

### Senderos
En el municipio se encuentran diversos senderos que discurren por el espacio protegido de Sierra Nevada, concretamente dispone de dos PRs y dos GRs:
- PR-A 15 "Encinar de Abrucena": Es de tipo circular y tiene una longitud de 14,5 km.[35]
- PR-A 303 "La Jairola-El Castillejo": Es de tipo circular y tiene una longitud de 9,5 km.[36]
- GR-240 "Sendero Sulayr": Es de tipo circular y tiene una longitud de 300 km.[37]
- GR-142 "Sendero de la Alpujarra": Tiene una longitud de 144 km.[38]
- GR-142 BTT TransAlmería[39]